# William Christopher Macdonald
Pour les articles homonymes, voir William Macdonald et Macdonald.

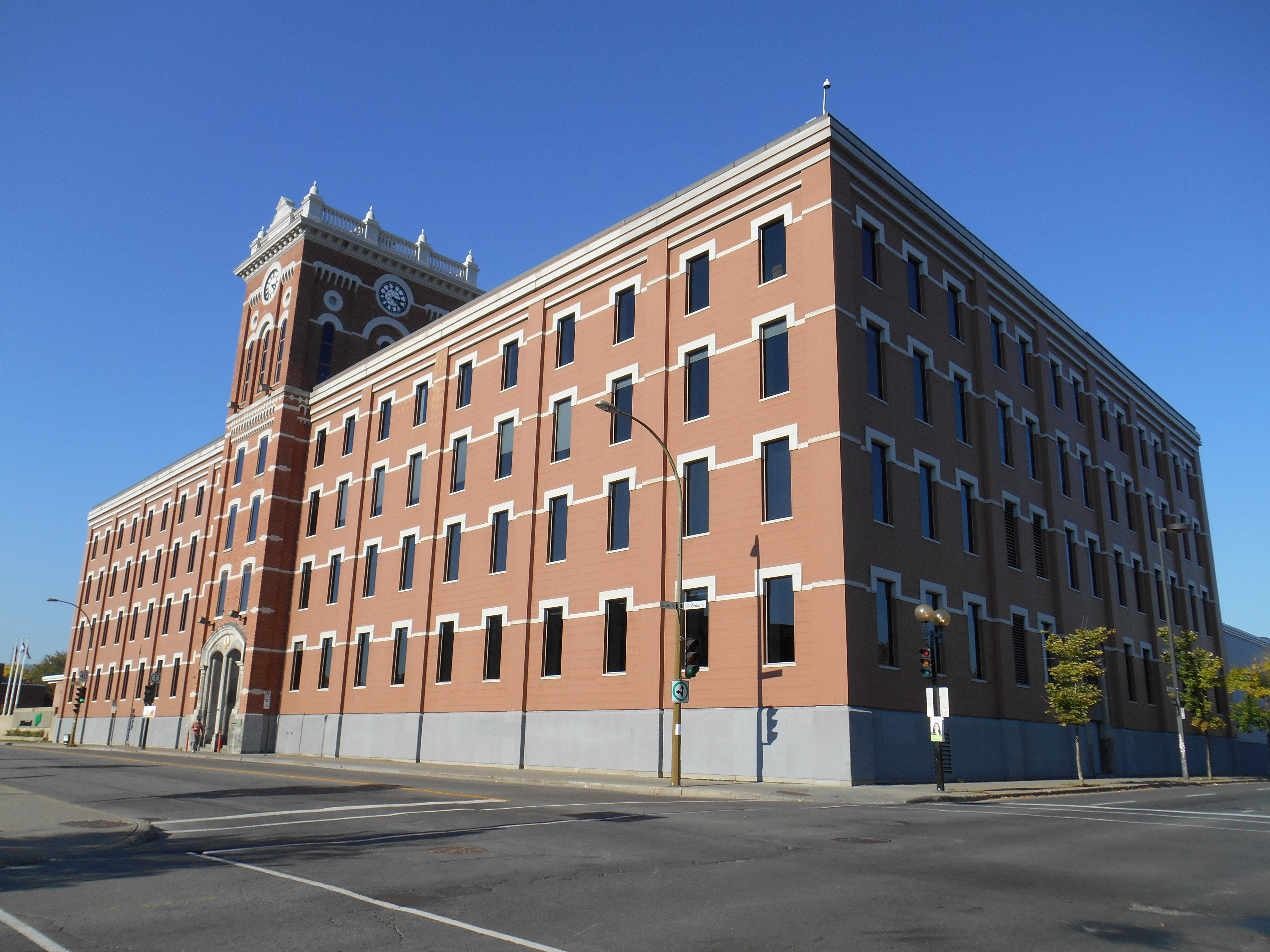
JTI-Macdonald, 2455, rue Ontario Est

William Christopher MacDonald (né le 10 février 1831 à Tracadie, Île-du-Prince-Édouard - décédé le 9 juin 1917 à Montréal) était un homme d'affaires canadien. Il fut un des pionniers canadiens de l'industrie du tabac et un grand philanthrope.

## Biographie
Macdonald est le fondateur de la société Macdonald Tobacco (en) de Montréal. La première manufacture de tabac de MacDonald se trouvait sur la rue de la Commune. Dès 1871, elle employait plus de 500 personnes. À la faveur de l’industrialisation, Montréal devint un centre de fabrication de tabac à pipe, de tabac à chiquer et de cigares. En 1875, William Christopher MacDonald bâtit dans l’est de Montréal une nouvelle usine de tabac, la plus grande au pays.
Il fut l'un des grands philanthropes de son époque, principalement au niveau de la modernisation de l'Université McGill, dont il finança la construction et les coûts d'exploitation des pavillons de physique, de génie et de chimie, ainsi que d'un édifice pour l'association étudiante. Sa plus spectaculaire contribution en matière d'éducation fut sans doute le Campus Macdonald, qu'il fit construire. Les dons qu'il fit au cours de sa vie sont estimés à 15 000 000 $, dont 13 000 000 $ versés à l'Université McGill. Il fut chancelier de l'université de 1914 à 1917.
Il était célibataire et vivait dans une des résidences les plus modestes (terrasse Prince of Wales) du Mille carré doré de Montréal.
À sa mort, William Christopher MacDonald légua aux fils de son assistant, David M. Stewart, une entreprise d'une valeur estimée de $20 000 000. Ses importantes contributions philanthropiques se sont perpétuées par l'intermédiaire de la Fondation Macdonald Stewart, que lui et la famille de son assistant avaient mise en place.